# لامباريه، باراغواي
لامباريه، باراغواي هي مديرية في باراغواي، تتبع الإدارة المركزية (باراغواي)، بلغ عدد سكانها 140٬498 نسمة، تبلغ مساحتها 27 كيلومتر مربع.

## أعلام
- دييغو باريتو
- كاسيانو ديلفايي
- بابلو زيبالوس
- روبرتو بونت
- ريتشارد لوغو مارتينيز